# 下海府村
下海府村（しもかいふむら）は、かつて新潟県岩船郡にあった村。

## 地理
西側は日本海に面する。

## 沿革
- 1889年（明治22年）4月1日 - 町村制施行に伴い岩船郡寒川村、芦谷村、越沢村、脇川村、今川村、板貝村、笹川村、桑川村、浜新保村が合併し、下海府村が発足。
- 1955年（昭和30年）3月31日 - 岩船郡黒川俣村、八幡村、大川谷村、中俣村と合併し、山北村となり消滅。